# Marian Orzechowski
Marian Odon Orzechowski (ur. 24 października 1931 w Radomiu, zm. 29 czerwca 2020 we Wrocławiu) – polski polityk, historyk, politolog i nauczyciel akademicki, profesor, rektor Uniwersytetu Wrocławskiego (1972–1975) i Akademii Nauk Społecznych przy KC PZPR (1984–1986), zastępca członka i następnie członek Biura Politycznego KC PZPR (1983–1990), minister spraw zagranicznych w latach 1985–1988, poseł na Sejm X kadencji.

## Życiorys
Syn Tomasza i Wacławy. W 1950 został absolwentem Liceum Ogólnokształcącego nr III we Wrocławiu. W 1955 ukończył studia na Uniwersytecie w Leningradzie, po czym został pracownikiem naukowym Uniwersytetu Wrocławskiego. Doktoryzował się w 1961 na Wydziale Filozoficzno-Historycznym UWr. Publikował w tym czasie i w latach następnych prace m.in. związane z historią Śląska (Z dziejów polskiej ludności autochtonicznej na Dolnym Śląsku 1945–1949, „Śląski Kwartalnik Historyczny Sobótka”, 1957; Z dziejów ruchu akademickiego i walki o wytworzenie inteligencji polskiej na Śląsku Opolskim w latach 1922–1939, „Studia i Materiały z Dziejów Śląska” nr 4, 1962, s. 268–366) oraz z działalnością Wojciecha Korfantego na Śląsku (O Wojciechu Korfantym, „Śląski Kwartalnik Historyczny Sobótka”, 1960; Napieralski i Korfanty, „Zaranie Śląskie” nr 3, 1959; Działalność polityczna Wojciecha Korfantego w latach I wojny światowej, „Zaranie Śląskie” nr 4, 1963; Wojciech Korfanty: biografia polityczna, Zakład Narodowy im. Ossolińskich, Wrocław 1975). W 1964 habilitował się, w 1971 uzyskał tytuł profesora nadzwyczajnego, a w 1977 tytuł profesora zwyczajnego nauk politycznych.
W latach 1969–1972 był dyrektorem Instytutu Nauk Politycznych, a następnie w latach 1972–1975 był rektorem Uniwersytetu Wrocławskiego, oraz od 1984 do 1986 rektorem Akademii Nauk Społecznych przy Komitecie Centralnym  PZPR. Był długoletnim członkiem komitetu redakcyjnego kwartalnika KC PZPR „Z Pola Walki”. W latach 80. był także członkiem rady redakcyjnej organu teoretycznego i politycznego KC PZPR „Nowe Drogi”.
W 1947 wstąpił do Organizacji Młodzieży Towarzystwa Uniwersytetu Robotniczego, a wraz z nią do Związku Młodzieży Polskiej, do którego należał do rozwiązania. W 1952 przyjęty do Polskiej Zjednoczonej Partii Robotniczej. Był członkiem i sekretarzem władz uczelnianych PZPR. Działał także w zespołach i komisjach Komitetu Wojewódzkiego PZPR we Wrocławiu. Od 1981 w centralnych władzach PZPR: w latach 1981–1983 i 1988–1989 pełnił funkcję sekretarza KC, od 1983 do 1986 był zastępcą członka, a w latach 1986–1990 członkiem Biura Politycznego KC PZPR. Był także przewodniczącym Komisji Międzynarodowej KC PZPR. W 1982 powołany w skład prezydium Tymczasowej Rady Krajowej Patriotycznego Ruchu Odrodzenia Narodowego, był jej sekretarzem generalnym, a następnie pełnił tę samą funkcję w Radzie Krajowej PRON. W 1981 został członkiem komisji KC PZPR powołanej dla wyjaśnienia przyczyn i przebiegu konfliktów społecznych w dziejach Polski Ludowej. W październiku 1981 powołany przez plenum Komitetu Centralnego PZPR w skład zespołu dla przygotowania naukowej syntezy dziejów polskiego ruchu robotniczego.
W latach 1985–1988 zajmował stanowisko ministra spraw zagranicznych w rządzie Zbigniewa Messnera.
W okresie 1976–1979 był członkiem Centralnej Komisji Kwalifikacyjnej dla Kadr Naukowych działającej przy prezesie Rady Ministrów. Od 1977 był członkiem Komitetu Nauk Politycznych Polskiej Akademii Nauk. W 1988 wszedł w skład Honorowego Komitetu Obchodów 40-lecia Kongresu Zjednoczeniowego PPR – PPS – powstania PZPR. W 1989 był członkiem BP PZPR i KC PZPR odpowiedzialnym za oświatę.
W 1989 został posłem na Sejm kontraktowy z okręgu koszalińskiego, zasiadał w Komisji Konstytucyjnej oraz Komisji Spraw Zagranicznych. W latach 1989–1990 był ostatnim w historii przewodniczącym Klubu Poselskiego PZPR.
Po 1989 wykładał m.in. w Społecznej Wyższej Szkole Przedsiębiorczości i Zarządzania w Łodzi (był też kierownikiem Katedry Międzynarodowych Stosunków Politycznych i Dyplomacji na tej uczelni), Wyższej Mazowieckiej Szkole Humanistyczno-Pedagogicznej w Łowiczu, Wyższej Szkole Finansów i Zarządzania w Warszawie. Wypromował ponad 30 doktorów.
7 lipca 2020 został pochowany na cmentarzu Grabiszyńskim we Wrocławiu.

## Odznaczenia i wyróżnienia
- Krzyż Komandorski Orderu Odrodzenia Polski (1984)
- Krzyż Kawalerski Orderu Odrodzenia Polski
- Medalem Komisji Edukacji Narodowej[13]
- Medal jubileuszowy „Czterdziestolecia zwycięstwa w Wielkiej Wojnie Ojczyźnianej 1941–1945” (ZSRR, 1985)[14]
- Wstęga Orderu Orła Azteckiego (Meksyk, 1986)[15]
- Order Przyjaźni I klasy (Korea Północna, 1987)[16]
- Nagroda im. Ludwika Waryńskiego (1987) za publikację Naród, ojczyzna, państwo w myśli politycznej Juliana Bruno-Brunowicza[17]

## Wybrane publikacje
- Szkice z dziejów Polonii wrocławskiej, Wrocław 1959.
- Ludność polska na Dolnym Śląsku w latach 1918–1939, Wrocław 1960.
- Narodowa demokracja na Górnym Śląsku (do 1918 roku), Wrocław 1965.
- Odra-Nysa Łużycka-Bałtyk w polskiej myśli politycznej okresu drugiej wojny światowej, Wrocław 1969.
- Rewolucja, socjalizm, tradycje, Warszawa 1978.
- Naród, ojczyzna, państwo w myśli politycznej Juliana Bruno-Brunowicza, Warszawa 1980.
- Spór o marksistowską teorię rewolucji, Warszawa 1984.
- Historia Czechosłowacji (współautor), Wrocław 1989.